# Distretto di Kazungula
Il distretto di Kazungula è un distretto dello Zambia, parte della Provincia Meridionale.
Il distretto comprende 14 ward:
- Chooma
- Kanchele
- Katapazi
- Kauwe
- Mandia
- Moomba
- Mukuni
- Musokotwane
- Nguba
- Ngwezi
- Nyawa
- Sekute
- Sikaunzwe
- Simango